# Molophilus ariel
Molophilus ariel là một loài ruồi trong họ Limoniidae. Chúng phân bố ở miền Cổ bắc.